# کارولتون (آرکانزاس)
کارولتون (به انگلیسی: Carrollton) یک منطقهٔ مسکونی در ایالات متحده آمریکا است که در شهرستان کرول، آرکانزاس واقع شده‌است.